# هربرت ويست المعيد إلى الحياة
«هربرت ويست المعيد إلى الحياة» (بالإنجليزية: Herbert West–Reanimator)‏ هي قصة قصيرة بقلم كاتب الرعب الأمريكي هوارد فيليبس لافكرافت. وكان قد كتبها بين أكتوبر 1921 ويونيو 1922. وكان ونشرت بشكل سلسلة لأول مرة من فبراير إلى يوليو 1922 في مجلة الهواة هومبرو. وتم اقتباسها في فيلم رعب عام 1985 فيلم رعب بعنوان إعادة التنشيط بالإضافة لتتماته، كما تم اقتباسها عدة مرات في وسائل الإعلام المختلفة.
يرد في القصة أول ذكر لجامعة ميسكاتونيك الخيالية في قصص لافكرافت. ومن الملاحظ أيضا أنها تعتبر إحدى أوائل القصص التي صورت الزومبي كجثث معادة إلى الحياة علميا، وذات مزاج حيواني ولا يمكن السيطرة عليه.